# Œnanthe faux boucage
Oenanthe pimpinelloides
Espèce
L'œnanthe faux boucage (Oenanthe pimpinelloides) est une espèce de plantes à fleurs du genre Oenanthe et de la famille des Apiaceae. C'est une plante herbacée trouvée en Europe et dans des parties proches d'Asie et d'Afrique du Nord.